# Борго Квинцио (Ријети)
Борго Квинцио је насеље у Италији у округу Ријети, региону Лацио.
Према процени из 2011. у насељу је живело 940 становника. Насеље се налази на надморској висини од 178 м.